# Symplicjan z Mediolanu
Symplicjan z Mediolanu (ur. ok. 320, zm. ok. 401 w Mediolanie) – arcybiskup Mediolanu, uznawany przez Kościół katolicki za świętego, nazywany kapitanem świętych.
Symplicjan objął urząd arcybiskupa w 397 roku po św. Ambrożym. Był przyjacielem Mariusza Wiktoryna, którego skłonił do prawowierności. Prowadził korespondencję z późniejszymi świętymi: Augustynem, Paulinem z Noli, Atanazym i Wergiliuszem, biskupem Trydentu. Wszystkie jego pisma zaginęły.
Augustyn z Hippony napisał dla Symplicjana rozprawkę O różnych zagadnieniach do Symplicjana.

## Kult
Wspomnienie liturgiczne Symplicjana w Kościele katolickim obchodzone jest 15 sierpnia. W Mediolanie święto przypada 14 sierpnia.
Jest patronem Mediolanu, w którym znajduje się bazylika jego imienia Bazylika San Simpliciano (wł. Basilica di San Simpliciano).